# Antiopresivní přístup v sociální práci
Antiopresivní přístup v sociální práci, nebo také antidiskriminující přístup v sociální práci je název pro metodu usilující o eliminaci opresivního (diskriminujícího) vlivu většinové společnosti a institucí na příslušníky menšin. Koncepce vznikla na přelomu 80. a 90. let 20. století jako reakce na sociální problémy způsobené migrací obyvatelstva a mísením kultur.
Zejména v západoevropských státech (Francie, Spojené království, Německo) byla a je vnímána naléhavá potřeba předcházet sociálním konfliktům, aby nedošlo k rasově motivovaným trestným činům. V těchto zemích také v 90. letech rostla kriminalita v oblastech s větší koncentrací černošského obyvatelstva a přistěhovalců ze zemí Blízkého východu. Moderní přístupy v sociální práci se tedy zaměřily na objektivní posuzování a řešení situace i z hlediska možné systémové oprese vznikající na základě společenského vnímání určité menšinové skupiny. Přes veškeré politické snahy ani v současné době nedochází ke snižování napětí mezi různými etnickými skupinami. Z mezikulturních a národnostních střetů se stal globální problém.

## Koncept oprese v AOP
Základní myšlenkou antiopresivního přístupu je koncept oprese, který označuje systematické znevýhodňování určitých skupin ve společnosti. Tyto skupiny jsou běžně zbaveny některých práv a příležitostí, které jsou dostupné pro většinovou část společnosti nebo pro elitu. Rozdíly v sociálním postavení skupin vznikají kvůli nerovnému rozdělení moci ve společnosti, které se nejčastěji dělí podle rasy, pohlaví, společenské třídy, sexuální orientace, zdravotního postižení a věku. Útlak a diskriminace jsou viděny jako aspekty moderní sociální struktury. Existuje řada témat, která propojují různé formy oprese. Tato témata zahrnují předsudky a stereotypy, interakce mezi dimenzemi P-C-S, kultury a společenské třídy, nerovnost, porušování práv a mocenské vztahy.

## Menšinové skupiny
Menšinové skupiny vznikají na základě jednoho znaku (či více prvků). Právě podle těchto znaků je lze rozdělit do více úrovní:
- Etnická (rasová) příslušnost – Afroameričané, Asiaté, Turci, v ČR zejména Romové
- Příslušnost k pohlaví – v současnosti se diskutuje zejména o diskriminaci žen na pracovním trhu
- Sexuální orientace – homosexuálové, transexuálové
- Sociální postavení (příslušnost ke společenské třídě) – problém diskriminace matek samoživitelek, bezdomovců
- Náboženské skupiny – ortodoxní Židé, muslimové, příslušníci náboženských sekt
- Skupiny určené věkem – např. diskriminace seniorů a problematický přístup institucí k teenagerům
- Skupiny sociálně vyloučené – hendikepovaní a invalidní klienti, lidé po výkonu trestu, drogově závislí, aj.

Diskriminace menšin je založená na předsudcích většinové společnosti, stereotypní představy pak dále zasahují do fungování správních institucí. Sociální pracovník si v práci s klientem musí plně uvědomovat rizika opresivního jednání, sám pak musí být způsobilý ke své práci natolik, aby se dokázal odpoutat od vlastních předsudků, neboť v opačném případě by se mohl podílet na prohlubování oprese a klienta by tak mohl bezděčně poškodit.

## Tři základní imperativy AOP

### Spravedlnost (justice)
Antiopresivní přístup klade velký důraz na zákonná práva každého člověka. Vyžaduje, aby byla zachována důstojnost klienta a nebyla narušena jeho lidská (případně občanská) práva.

### Rovnost (equality)
Tento princip představuje základní strukturu rovného zacházení – každý klient by měl mít nejen stejná práva, ale také stejné možnosti a příležitosti jako ostatní. Nikdo nesmí být záměrně znevýhodněn.

### Spoluúčast (participation)
Od klienta se očekává aktivní přístup k řešení vlastní situace – měl by se podílet na vytváření plánu a komunikaci s institucemi, zároveň by měl pracovníkovi reflektovat výsledky společné práce.

## Koncept empowermentu v kontextu AOP
Empowerment (též zmocnění) se objevuje jako nový pojem v moderní sociální práci právě ve spojení s antidiskriminujícími přístupy. Odlišuje se od techniky uschopňování (enablingu) v tradiční sociální práci především tím, že se jedná o cíl i proces posilování klientovy vrozené lidské důstojnosti. Uschopňování je technika, která se zaměřuje na individuální adaptování klienta na společenské podmínky. Empowerment je opakem uschopňování – usiluje o srovnání podmínek minoritních skupin s podmínkami majority. Od řešení problému jednotlivců se tak dostáváme ke konceptu řešení situací celých skupin, které mají dopady na celospolečenské fungování. Empowerment je chápán jako nástroj, který umožňuje využití legitimní síly vůči strukturální opresi, a umožňuje v rámci práce s klientem prosazovat změny společenských a strukturálních nerovností. Činit tak můžeme pouze na základě partnerského vztahu s klientem. Sociální pracovník neřeší situaci sám, ale podporuje spoluúčast klienta. Při řešení případu však stále využíváme i ostatní metody sociální práce s klientem a uvažujeme o případu komplexně (každý problém může mít více spouštěčů i řešení). Stále zde přetrvává také potřeba osobní změny klienta (změna myšlení, přístupu), pro kterou musíme v rámci partnerství s klientem vybudovat vhodné podmínky.

## P-C-S analýza životní situace klienta
P-C-S analýza životní situace klienta je analýza založená na dimenzích lidského života; byla navržena Neilem Thompsonem přímo pro posouzení možné diskriminace v životě klienta. Klade velký důraz na propojení všech dimenzí, což má vliv na jejich vzájemné interakce. (Jinými slovy, pokud vznikne diskriminace v jedné z dimenzí, promítá se i do ostatních a je narušena rovnováha klientovy životní situace.)
Dimenze:
- P (Personal) – osobní zodpovědnost a psychologická vina (myšlení, pocity a postoje jednotlivce)
- C (Cultural) – společensky sdílené hodnoty (společenské kodexy, sdílené myšlenky)
- S (Structural) – znázorňuje širší kontext existence jedince ve společnosti, znázorňuje síť vzájemných sociálních vztahů a umožňuje odhalit příčinu ukotvení oprese ve struktuře společenství